# Bassuet
Bassuet és un municipi francès, situat al departament del Marne i a la regió del Gran Est. L'any 2007 tenia 273 habitants.

## Demografia

### Població
El 2007 la població de fet de Bassuet era de 273 persones. Hi havia 116 famílies, de les quals 26 eren unipersonals (19 homes vivint sols i 7 dones vivint soles), 52 parelles sense fills, 34 parelles amb fills i 4 famílies monoparentals amb fills.
La població ha evolucionat segons el següent gràfic:
Habitants censats

### Habitatges
El 2007 hi havia 132 habitatges, 112 eren l'habitatge principal de la família, 9 eren segones residències i 12 estaven desocupats. 129 eren cases i 2 eren apartaments. Dels 112 habitatges principals, 104 estaven ocupats pels seus propietaris, 7 estaven llogats i ocupats pels llogaters i 2 estaven cedits a títol gratuït; 1 tenia una cambra, 1 en tenia dues, 7 en tenien tres, 18 en tenien quatre i 86 en tenien cinc o més. 71 habitatges disposaven pel capbaix d'una plaça de pàrquing. A 60 habitatges hi havia un automòbil i a 48 n'hi havia dos o més.

### Piràmide de població
La piràmide de població per edats i sexe el 2009 era:
| Homes | Edats   | Dones |
| ----- | ------- | ----- |
| 0     | 95 o +  | 0     |
| 0     | 90 a 94 | 0     |
| 0     | 85 a 89 | 0     |
| 0     | 80 a 84 | 4     |
| 4     | 75 a 79 | 12    |
| 4     | 70 a 74 | 4     |
| 4     | 65 a 69 | 12    |
| 8     | 60 a 64 | 8     |
| 8     | 55 a 59 | 8     |
| 12    | 50 a 54 | 24    |
| 16    | 45 a 49 | 8     |
| 4     | 40 a 44 | 4     |
| 24    | 35 a 39 | 8     |
| 12    | 30 a 34 | 12    |
| 12    | 25 a 29 | 20    |
| 20    | 20 a 24 | 4     |
| 12    | 15 a 19 | 0     |
| 20    | 10 a 14 | 8     |
| 16    | 5 a 9   | 28    |
| 4     | 0 a 4   | 8     |

## Economia
El 2007 la població en edat de treballar era de 175 persones, 130 eren actives i 45 eren inactives. De les 130 persones actives 120 estaven ocupades (68 homes i 52 dones) i 10 estaven aturades (4 homes i 6 dones). De les 45 persones inactives 15 estaven jubilades, 10 estaven estudiant i 20 estaven classificades com a «altres inactius».

### Ingressos
El 2009 a Bassuet hi havia 119 unitats fiscals que integraven 283 persones, la mediana anual d'ingressos fiscals per persona era de 19.501 €.

### Activitats econòmiques
Dels 8 establiments que hi havia el 2007, 5 eren d'empreses alimentàries i 3 d'empreses de comerç i reparació d'automòbils.
L'únic establiment comercial que hi havia el 2009 era una fleca.
L'any 2000 a Bassuet hi havia 31 explotacions agrícoles que ocupaven un total de 969 hectàrees.

## Poblacions més properes
El següent diagrama mostra les poblacions més properes.